# Järva krog

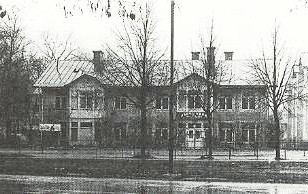
Järva krog strax före rivning 1966, fasad mot Uppsalavägen.

Järva krog var platsen för en vägkrog cirka 3,5 kilometer norr om Stockholms norra infart Norrtull utefter Uppsalavägen i Solna kommun. "Järva krog" är även namnet på trafikplatsen där Bergshamraleden övergår i Enköpingsvägen vid korsningen med Uppsalavägen. 

## Historik

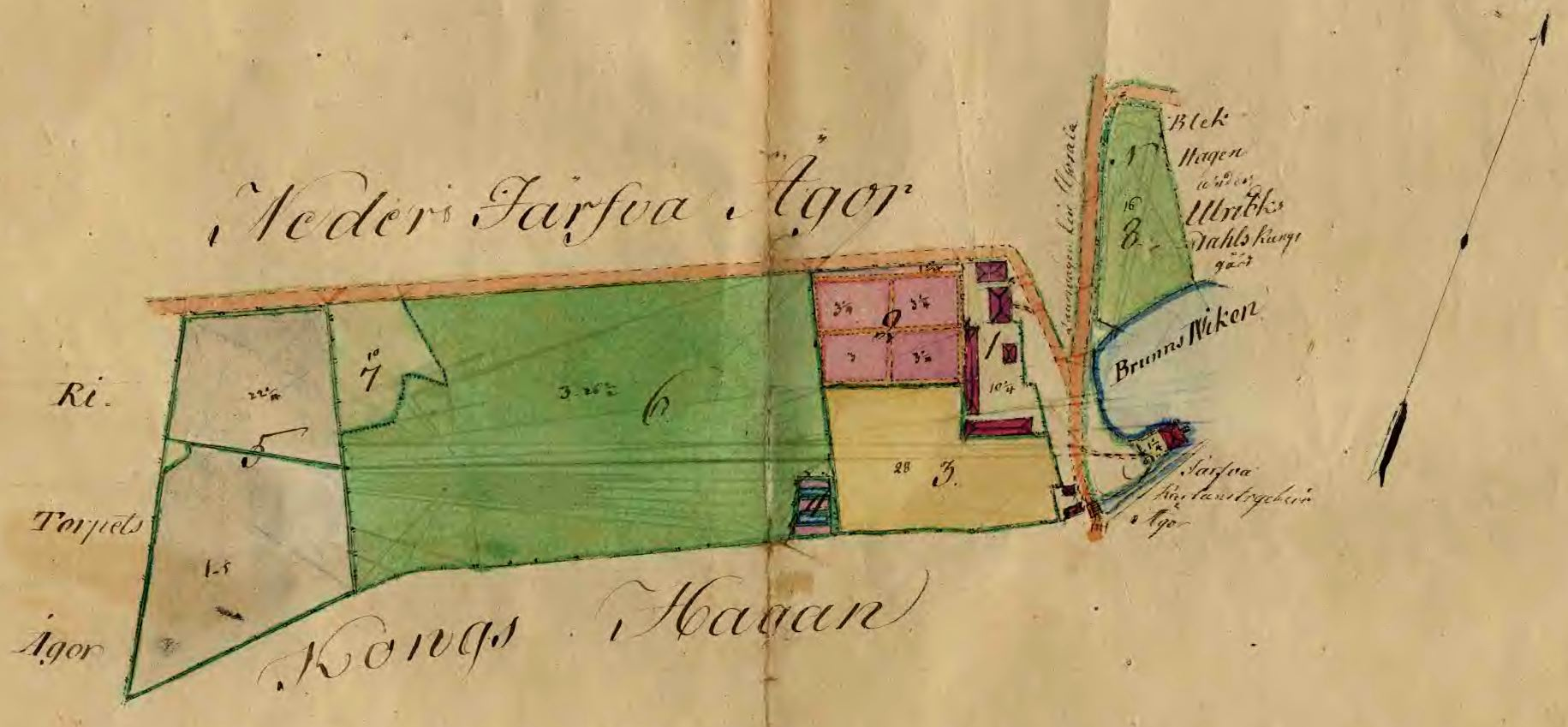
Järva Krog 1814.

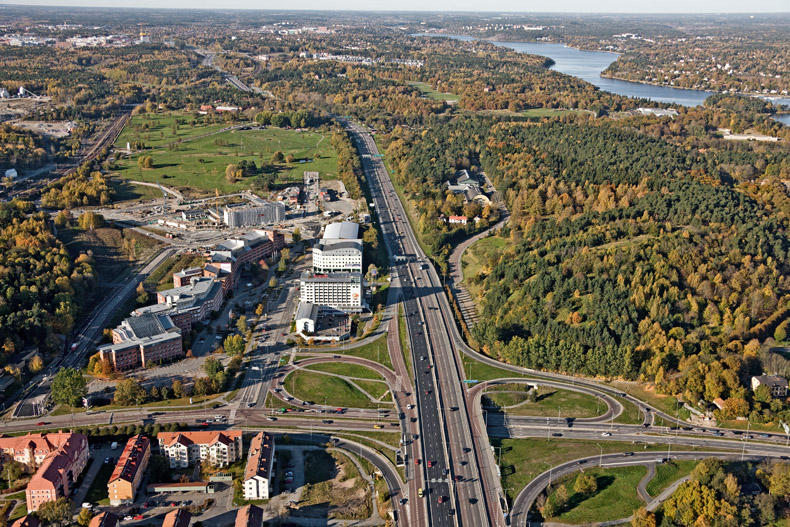
Trafikplats "Järva krog", flygfoto från 2010.

Krogen hade en strategisk placering vid vägskälet av två viktiga färdvägar från Stockholm mot norr respektive nordväst: Uppsalavägen respektive Enköpingsvägen.  Krogen omtalas första gången på 1690-talet, men fanns troligen redan på medeltiden. Krogen uppfördes på gårdsgruppen Järva gårds område inom Solna socken, närmare bestämt vid Nederjärva och vid norra änden av Brunnsviken. I gårdsgruppen ingick dessutom Mellanjärva (numera ridstall) och Överjärva. Från denna gårdsgrupps namn fick det militära övningsfältet Järvafältet sitt namn. Krogens huvudbyggnad låg med framsidan vänd mot Uppsalavägen. Här rastade handelsbönder, forkarlar och andra resande vid sin färd till och från Stockholm. 

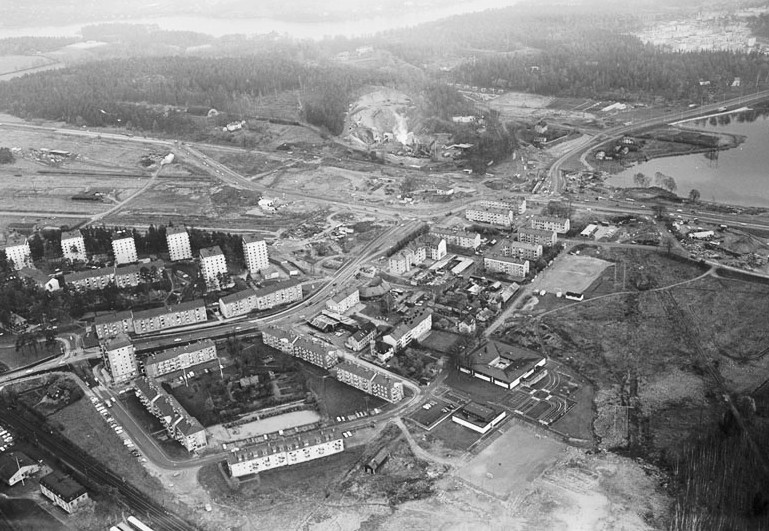
Flygbild över Järva krog, Ritorp, Törnbacken, Ulriksdals kapplöpningsbana och Kvarnkullen m.m.

Fram till 1889 låg Järva krog under Ulriksdals kungsgård och sambrukades under lång tid med Ulriksdals Wärdshus. Värdshusrörelsen tillhör de äldsta arrendena inom slottsområdet. De båda krogarna kompletterade varann. Så var Ulriksdals Wärdshus främst avsett för "Håfbetjänade och gårdsfolk", medan Järva krog var tänkt för vägfarande på färdvägen mot Enköping respektive Uppsala. 
År 1889 fick dåvarande arrendatorn Rudolf Berggren tillstånd att friköpa krogen med tillhörande jord som sträckte sig från Uppsalavägen fram till nuvarande Ritorpsvägen. År 1919 öppnade Ulriksdals kapplöpningsbana sina portar. Banan låg strax norr om Järva krog och fick stor ekonomisk betydelse för omgivningen. När banan stängde 1960 var det även ett avbräck för krogen.
På grund av trafikutvecklingen på E4 och E18 har bebyggelsen intill Järva krog, i området Ritorp rivits i omgångar, då husen inte kunnat bebos på grund av bullret. Själva värdshuset revs 1968 men namnet lever kvar i Scandic-hotellet Järva Krog och i namnen på trafikplatsen och busshållplatserna. På platsen för det gamla värdshuset byggdes på 2010-talet hotellet The Winery Hotel. Nuvarande kvartersnamnet Krögaren påminner om platsen där krogen en gång låg.